# 維德斯貝格山 (斯圖拜阿爾卑斯山脈)
47°10′47″N 11°17′53″E / 47.17982491011616°N 11.29793643951416°E

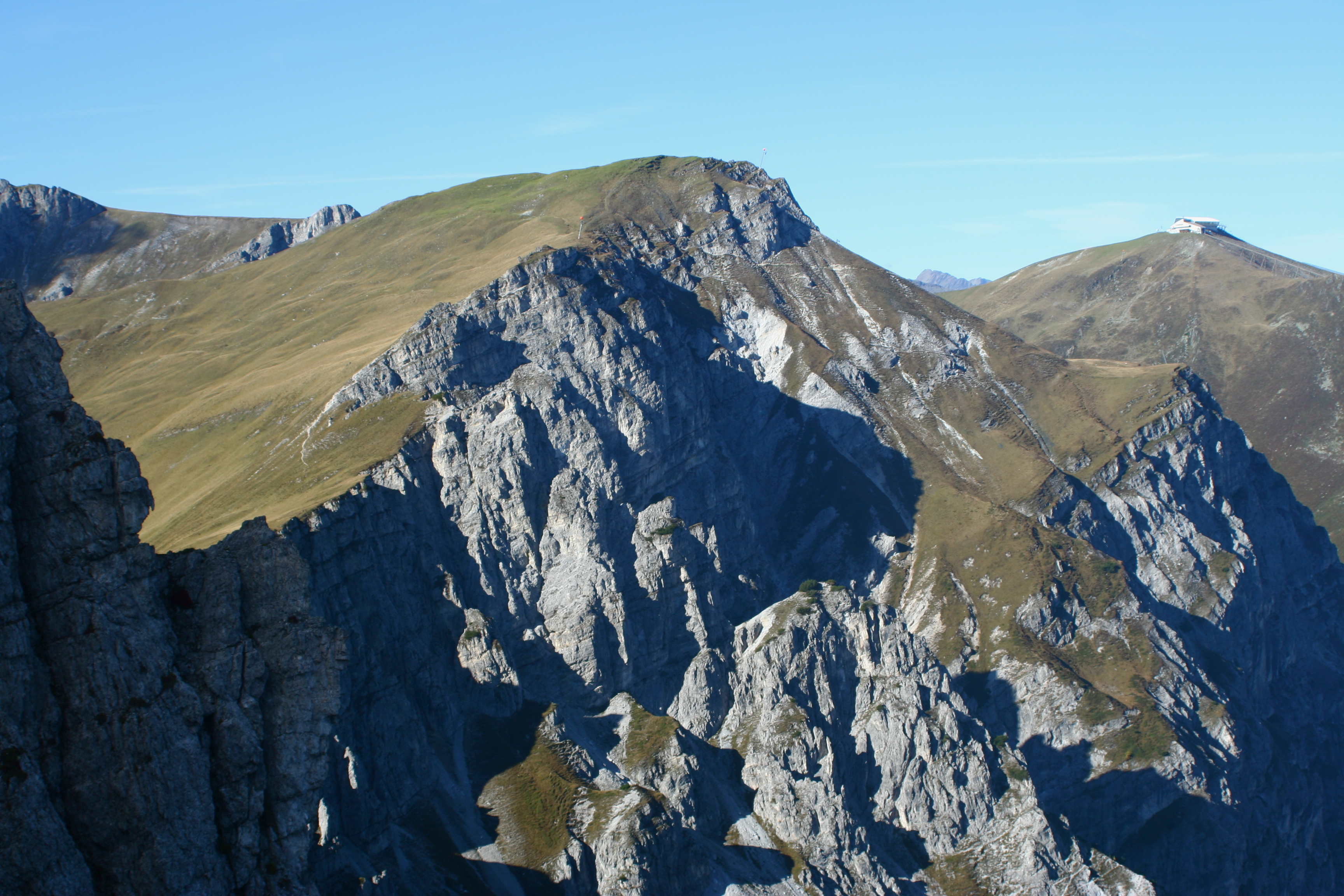

維德斯貝格山（德語：Widdersberg），是奧地利的山峰，位於該國西部，由蒂羅爾州負責管轄，屬於斯圖拜阿爾卑斯山脈的一部分，距離馬爾格魯本峰0.6公里，海拔高度2,327米。